# Río Plenty

El Río Plenty es un afluente del río Yarra, en Victoria (Australia). Originario de las laderas boscosas del Mount Disappointment, el río Plenty es la fuente dej primer suministro de agua importante de Melbourne  en la forma del embalse Yan Yean.
El Plenty River Trail recorre los bancos en la parte baja del río.